# Frans Verbeeck
Frans Verbeeck, född den 13 juni 1941 i den tidigare kommunen Langdorp (sedan 1975 en del av Aarschot), är en belgisk före detta landsvägscyklist som var professionell från 1963 till 1977. Han var specialist på endagsklassiker (speciellt vårklassikerna) i vilka han åtskilliga gånger placerade sig på podiet. Bland segrarna märks särskilt Amstel Gold Race 1971, La Flèche Wallonne 1974, Omloop Het Volk 1970 och 1972, Scheldeprijs 1976, samt Grote Prijs E3-Harelbeke 1975.

## Karriär
Frans Verbeek startade i de fem monumenten sammanlagt 40 gånger, men vann aldrig något av loppen – dock kom han på podiet åtta gånger: tre gånger i Flandern runt (två andraplatser och en tredjeplats) och fyra gånger i Liège–Bastogne–Liège (två andra- och två tredjeplatser), samt en gång i Giro di Lombardia (trea). Därtill kan läggas en belgisk mästerskapstitel 1973 och två totalsegrar i etapploppet Luxemburg runt (1975 och 1976).
I september 1966 lade Verbeeck ner cyklingen efter en fotskada under Volta a Catalunya och försörjde sig sedan på att köra ut mjölk, men efter ett och ett halvt år, i maj 1968, återvände "det cyklande mjölkbudet" (de fietsende melkboer, som han sedan kom att kallas) till tävlandet, främst mot sin ärkerival – "kannibalen" Eddy Merckx. Att Verbeeck var samtida med Merckx är en stor anledning till att Verbeeck inte vann fler tävlingar än han gjorde, med tanke på hur ofta han stod på podiet, men det fanns gott om andra duktiga cyklister på 1970-talet att kämpa mot. 1974 lyckades Verbeeck bli trea i den inofficiella "världscupen" Super Prestige Pernod bakom Merckx (som vann den sju år i rad, 1969–1975) och Roger De Vlaeminck, men före cyklister som Raymond Poulidor (4), Joop Zoetemelk (5), Francesco Moser (8), Felice Gimondi (10) och Freddy Maertens (16).
Efter karriären grundade Verbeek 1988 företaget Vermarc ("Ver" från efternamnet och "marc" från sonens förnamn – sonen blev senare företagets chef) som tillverkar sportkläder, speciellt till professionella cykelstall och föreningar.

## Meriter
| 1964 2:a i Grand Prix de Denain 1965 2:a i Rund um den Henninger Turm 3:a i Grand Prix de Denain 9:a i Paris-Bryssel 1969 Vinnare av Grand Prix Jef Scherens 2:a i Paris-Tours 2:a i Druivenkoers Overijse 8:a i Ronde van Vlaanderen 8:a i Liège-Bastogne-Liège 8:a i linjelopp vid Belgiska mästerskapen 1970 Vinnare av Omloop Het Volk Vinnare av Omloop van de Fruitstreek Vinnare av etapp 1 i Tour of Belgium Vinnare av Flèche hesbignonne Vinnare totalt av Tour de l'Oise Vinnare av etapp 1 Vinnare av etapp 1 i Tour de Luxembourg Vinnare av etapp 2 i Paris-Luxembourg Vinnare av etapp 5 i Tour de Nord Vinnare av Grand Prix Jef Scherens 2:a i Liège-Bastogne-Liège 3:a i Dwars door België 3:a i Druivenkoers Overijse 3:a i Grand Prix de Fourmies 4:a i Ronde van Vlaanderen 4:a i Rund um den Henninger Turm 4:a i linjelopp vid Belgiska mästerskapen 6:a i Paris-Roubaix 6:a i Flèche Wallonne 6:a i Paris-Tours 8:a i linjelopp vid Världsmästerskapen i landsvägscykling 9:a i Milano-Sanremo 1971 Vinnare av Amstel Gold Race Vinnare av etapperna 1 och 5a i Quatre Jours de Dunkerque Vinnare av etapperna 1, 3a, 3b och 4a i Tour de Luxembourg Vinnare av Grand Prix Jef Scherens Vinnare av GP de Monaco Vinnare av GP de Cannes 2:a i Flèche Wallonne 3:a i Kuurne-Bryssel-Kuurne 3:a i Liège-Bastogne-Liège 3:a i Giro di Lombardia 4:a totalt i Grand Prix du Midi Libre 6:a i linjelopp vid Belgiska mästerskapen 6:a i Scheldeprijs 7:a i Paris-Tours 8:a i linjelopp vid Världsmästerskapen i landsvägscykling 10:a totalt i Critérium du Dauphiné libéré 10:a i Super Prestige Pernod | 1972 Vinnare av Omloop Het Volk Vinnare av etapperna 3 och 5a i Tour of Belgium Vinnare av etapp 2 i Critérium du Dauphiné libéré Vinnare av prologen i Tour de Luxembourg Vinnare av etapperna 1, 3 och 5 i Tour de Nord Vinnare av GP de Monaco 2:a i Ronde van Limburg 3:a i Ronde van Vlaanderen 4:a i Milano-Sanremo 4:a i Giro di Lombardia 8:a i linjelopp vid Världsmästerskapen i landsvägscykling 1973 Belgisk mästare i linjelopp Vinnare av etapp 2 i Tour de France (TTT) Vinnare av Omloop der Vlaamse Ardennen-Ichtegem 2:a i Tirreno-Adriatico Vinnare av etapp 4a 2:a i Gent-Wevelgem 2:a i Amstel Gold Race 2:a i Liège-Bastogne-Liège 2:a totalt i Quatre Jours de Dunkerque Vinnare av etapp 2 2:a i Paris-Bryssel 3:a i Flèche Wallonne 3:a i Paris-Tours 6:a i Milano-Sanremo 6:a i Paris-Roubaix 7:a i Ronde van Vlaanderen 8:a i Critérium du Dauphiné libéré Vinnare av etapp 1 8:a i Giro di Lombardia 8:a i Super Prestige Pernod 10:a i Rund um den Henninger Turm 1974 Vinnare av Ronde van Limburg Vinnare av Grand Prix de Wallonie Vinnare av Flèche Wallonne Vinnare av prologen i Tour of Belgium 2:a totalt i Tour de Luxembourg Vinnare av etapp 3 2:a i Brabantse Pijl 2:a i Ronde van Vlaanderen 2:a i Kampioenschap van Vlaanderen 2:a i GP de Cannes 3:a i Grote Prijs E3-Harelbeke 3:a i Rund um den Henninger Turm 3:a i Züri Metzgete 3:a totalt i Grand Prix du Midi Libre 3:a i Grand Prix Jef Scherens 3:a i Super Prestige Pernod 5:a i Paris-Tours 5:a i Giro di Lombardia 6:a i Scheldeprijs 8:a i Milano-Sanremo 10:a i Liège-Bastogne-Liège | 1975 Vinnare av Grote Prijs E3-Harelbeke Vinnare totalt av Tour de Luxembourg Vinnare av etapperna 1 och 3 Vinnare av GP de Monaco 2:a i Ronde van Vlaanderen 2:a i Gent-Wevelgem 2:a i Omloop der Vlaamse Ardennen-Ichtegem 2:a i Flèche Wallonne 2:a i Rund um den Henninger Turm 2:a totalt i Ronde van Nederland 3:a i Tour of Belgium 3:a i Grand Prix Pino Cerami 4:a i Liège-Bastogne-Liège 4:a i Züri Metzgete 4:a i Paris-Tours 5:a i Paris-Bryssel 5:a i Scheldeprijs 6:a i linjelopp vid Belgiska mästerskapen 8:a i Super Prestige Pernod 1976 Vinnare av etapp 3 i Tour Méditerranéen Vinnare totalt av Tour de Luxembourg Vinnare av etapperna 1 och 2 Vinnare av Scheldeprijs Vinnare av Grand Prix Jef Scherens Vinnare av Seillans-Draguignan 2:a i Flèche Wallonne 2:a i Grand Prix Pino Cerami 2:a i Rund um den Henninger Turm 2:a i Coppa Agostoni 3:a i Brabantse Pijl 3:a i Gent-Wevelgem 3:a i Liège-Bastogne-Liège 3:a i Grand Prix de Wallonie 4:a i Bordeaux-Paris 7:a i Paris-Bryssel 7:a i Giro di Lombardia 8:a i linjelopp vid Belgiska mästerskapen 9:a i Amstel Gold Race 9:a i Ronde van Vlaanderen 10:a i Paris-Roubaix 1977 Vinnare av Brabantse Pijl Vinnare av Circuit de Wallonie Vinnare av Druivenkoers Overijse 3:a i Rund um den Henninger Turm 6:a i Ronde van Vlaanderen 7:a i Liège-Bastogne-Liège 6:a i Ronde van Vlaanderen 10:a totalt i Paris-Nice |

### Placeringar i större endagslopp
| Monumenten                            |      |      |      |      |      |      |      |      |      |      |      |      |      |      |
| Lopp                                  | 1964 | 1965 | 1966 | 1967 | 1968 | 1969 | 1970 | 1971 | 1972 | 1973 | 1974 | 1975 | 1976 | 1977 |
| Milano-Sanremo                        | —    | —    | 56   | —    | —    | —    | 9    | 11   | 4    | 6    | 8    | 12   | —    | 15   |
| Flandern runt                         | —    | —    | 19   | —    | —    | 8    | 4    | 16   | 3    | 7    | 2    | 2    | 9    | 6    |
| Liège-Bastogne-Liège                  | 27   | —    | —    | —    | —    | 8    | 2    | 3    | —    | 2    | 10   | 4    | 3    | 7    |
| Paris-Roubaix                         | 15   | 26   | —    | —    | —    | —    | 6    | 14   | —    | 6    | —    | —    | 10   | —    |
| Lombardiet runt                       | 36   | —    | —    | —    | —    | —    | 13   | 3    | 4    | 8    | 5    | —    | 7    | —    |
| Övriga                                |      |      |      |      |      |      |      |      |      |      |      |      |      |      |
| Lopp                                  | 1964 | 1965 | 1966 | 1967 | 1968 | 1969 | 1970 | 1971 | 1972 | 1973 | 1974 | 1975 | 1976 | 1977 |
| Flèche Wallonne                       | —    | —    | —    | —    | —    | 14   | 6    | 2    | —    | 3    | 1    | 2    | 2    | 9    |
| Amstel Gold Race                      | —    | —    | —    | —    | 24   | —    | 6    | 1    | 7    | 2    | —    | —    | 9    | —    |
| Gent-Wevelgem                         | —    | 23   | 16   | —    | —    | 24   | —    | 10   | 5    | 2    | 9    | 2    | 3    | 15   |
| Omloop Het Volk                       | 23   | 13   | 7    | —    | —    | 10   | 1    | —    | 1    | 9    | 4    | 5    | 8    | 18   |
| Rund um den Henninger Turm            | 10   | 2    | —    | —    | —    | —    | 4    | 13   | —    | 10   | 3    | 2    | 2    | 3    |
| Paris-Tours                           | 24   | —    | —    | —    | —    | 2    | 6    | 7    | 12   | 3    | 6    | 4    | 31   | —    |
| Grote Prijs E3-Harelbeke              | —    | —    | —    | —    | —    | —    | 14   | 6    | 5    | 13   | 3    | 1    | —    | 15   |
| Scheldeprijs                          | —    | —    | —    | —    | —    | —    | —    | 6    | —    | —    | 6    | 5    | 1    | —    |
| Paris–Bryssel                         | 14   | 9    | —    | x    | x    | x    | x    | x    | x    | 2    | 6    | 5    | 7    | —    |
| Züri Metzgete                         | —    | —    | —    | —    | —    | —    | —    | —    | —    | —    | 3    | 4    | 9    | 6    |
| Bordeaux–Paris                        | —    | —    | —    | —    | —    | —    | —    | x    | x    | —    | —    | —    | 4    | —    |
| Världsmästerskapen i landsvägscykling |      |      |      |      |      |      |      |      |      |      |      |      |      |      |
| Disciplin                             | 1964 | 1965 | 1966 | 1967 | 1968 | 1969 | 1970 | 1971 | 1972 | 1973 | 1974 | 1975 | 1976 | 1977 |
| Linjelopp                             | —    | —    | —    | —    | —    | —    | 8    | 8    | 8    | DNF  | DNF  | 13   | 14   | —    |

DNF = fullföljde ej
x = Tävlingen avhölls ej